# 마리브주
마리브주(아랍어: مأرب)는 예멘 중부에 위치한 주로, 주도는 마리브이며 인구는 238,522명(2004년 기준), 면적은 19,529km2이다.

## 같이 보기
- 중동
- 사바 왕국